# Luigi Mezzanotte
Luigi Mezzanotte (* 21. April 1941 in Meldola) ist ein italienischer Schauspieler.

## Leben
Luigi Mezzanotte wurde 1941 in Meldola geboren.
Anfang der sechziger Jahre wechselte er von der D’Origlia-Palmi Company, um zusammen mit Manlio Nevastri und Alfiero Vincenti Teil des Theatergefolges von Carmelo Bene zu werden.
1973 hatte Mezzanotte bei dem Film One Hamlet Less erstmals eine Rolle inne. 1977 stand er in der Miniserie I racconti della terra erstmals für das Fernsehen vor der Kamera. In der Fernsehserie La neve nel bicchiere hatte er 1984 erstmals eine wiederkehrende Rolle. 1989 war Mezzanotte in der Fernsehserie Allein gegen die Mafia zu sehen.

## Filmografie
- 1973: One Hamlet Less (Un Amleto di meno)
- 1977: I racconti della terra (Miniserie)
- 1978: Amleto di Carmelo Bene (da Shakespeare a Laforgue) (Fernsehfilm)
- 1979: Die Wiese (Il prato)
- 1980: L’ultimo spettacolo di Nora Helmer (Fernsehfilm)
- 1983: Thor – Der unbesiegbare Barbar (Thor il conquistatore)
- 1983: Der schwarze Hengst kehrt zurück (The Black Stallion Returns)
- 1984: La neve nel bicchiere (Fernsehserie, 2 Folgen)
- 1986: The Killer Is Still Among Us (L’assassino è ancora tra noi)
- 1986: Il Bi e il Ba
- 1986: La seconda notte
- 1986: Mino – Ein Junge zwischen den Fronten (Mino, Miniserie, 2 Folgen)
- 1986: Onora il padre (Fernsehfilm)
- 1987: Mann unter Feuer (Man on Fire)
- 1987: Il commissario Corso (Miniserie, Folge 1x07)
- 1989: Allein gegen die Mafia (La Piovra, Fernsehserie, 4 Folgen)
- 1989: Nostos: The Return (Nostos: Il ritorno)
- 1991: Odyssee ins Glück (Felipe ha gli occhi azzurri, Miniserie, Folge 1x02)
- 1992: Eurocops (Fernsehserie, Folge 5x09)
- 1995: L’anno prossimo… vado a letto alle dieci
- 1995: Der Mann, der die Sterne macht (L’uomo delle stelle)
- 1997: Pronto (Fernsehfilm)